# Gelbe Brücke (Weimar)

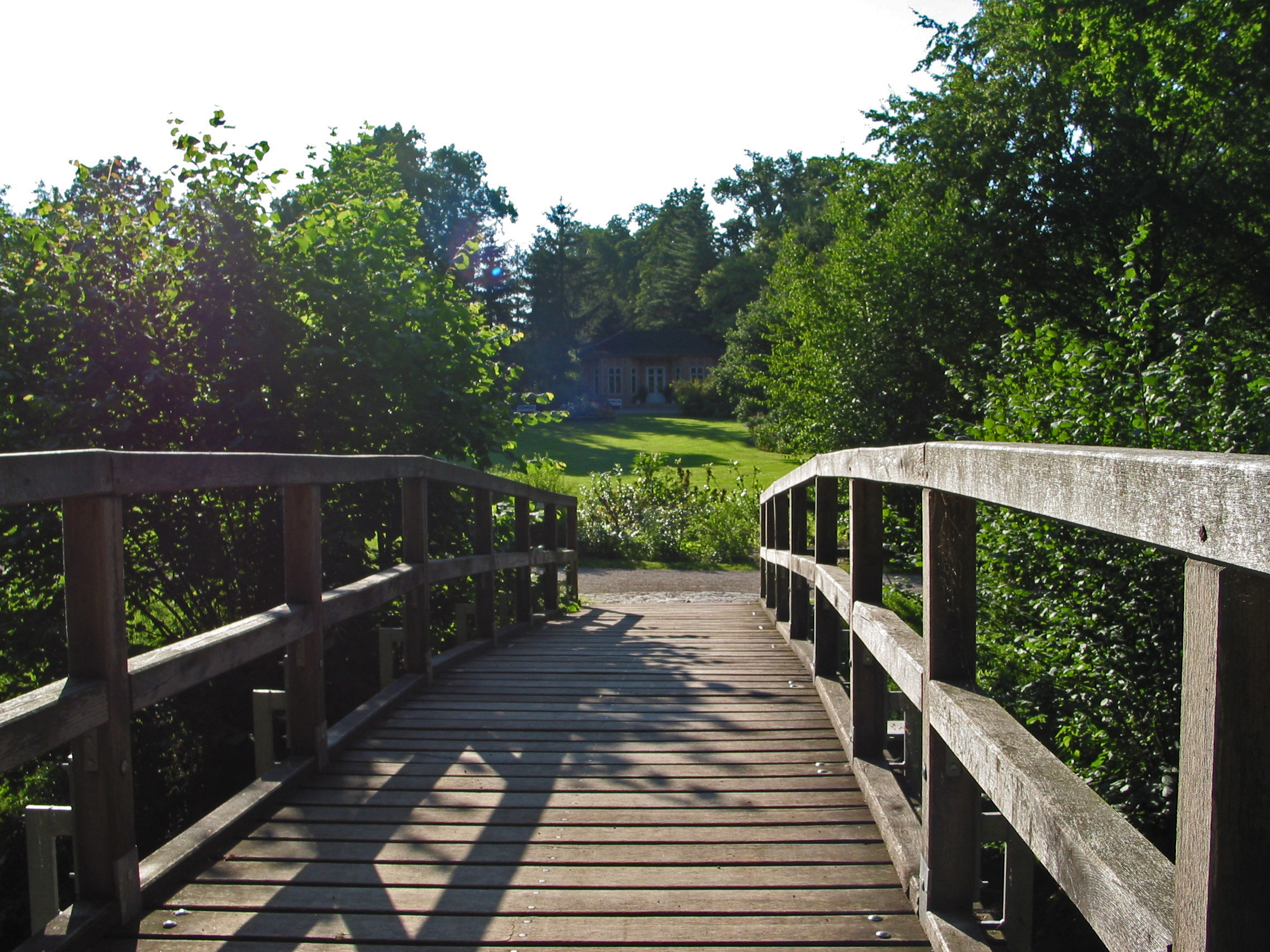
Gelbe Brücke zum Teesalon

Die sogenannte Gelbe Brücke oder Salonbrücke ist eine Holzbrücke über die Ilm im Schlosspark Tiefurt. Die Bezeichnung Salonbrücke rührt von dem Teesalon her, der über diese Brücke zu erreichen ist.
Sie steht auf der Liste der Kulturdenkmale in Weimar (Ortsteile) und der Liste der Kulturdenkmale in Tiefurt.